# Олмюзик
Олмюзик (бивша All Music Guide, AMG) е музикална информационна услуга собственост на All Media Guide. Основана през 1991 г. В интернет е достъпна още преди появата на World Wide Web първоначално като Gopher услуга.